# Hauptstrasse, Schöneberg
Ej att förväxla med gatan med samma namn i Berlinstadsdelen Alt-Hohenschönhausen.

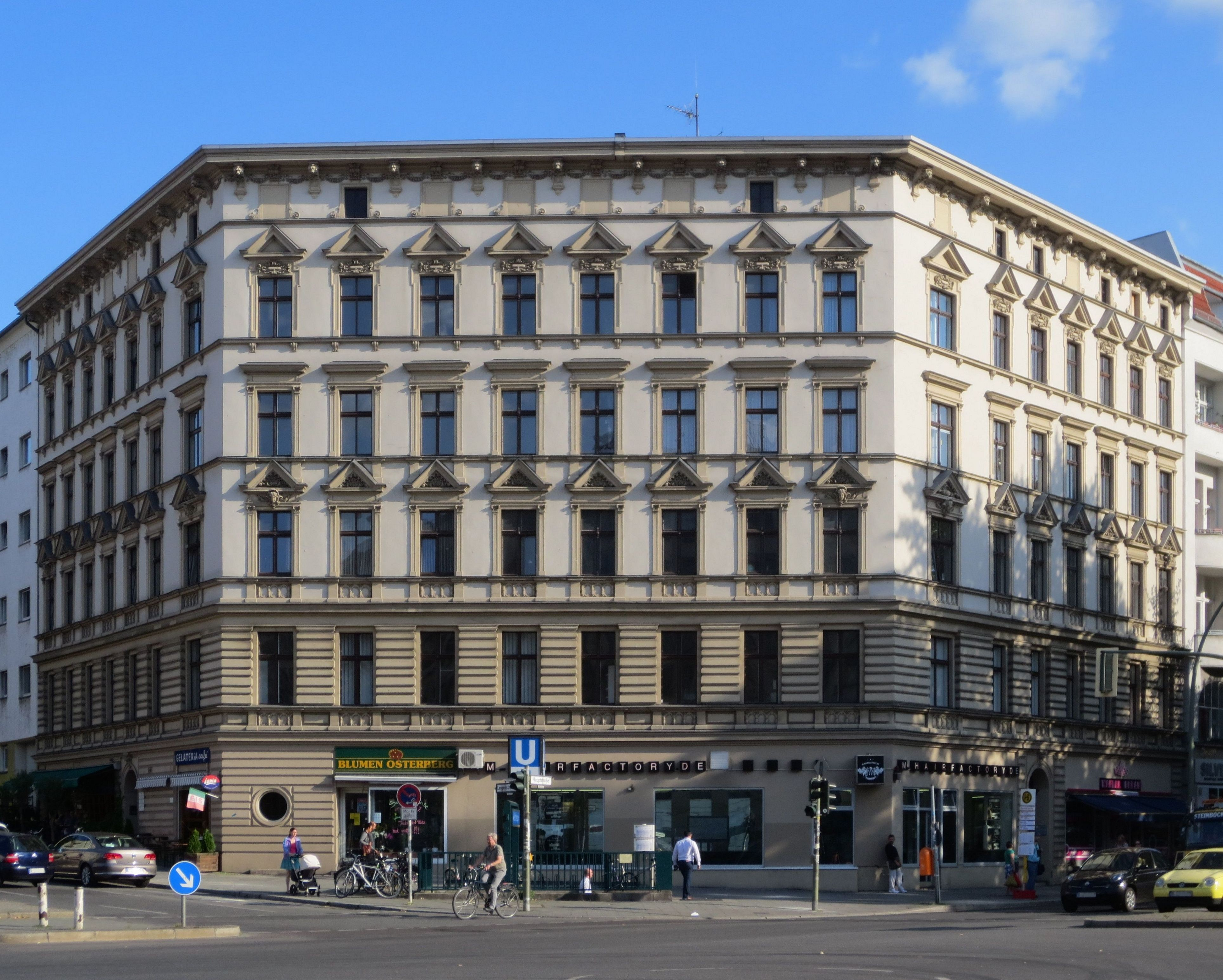
Kulturminnesmärkt hus från 1892 på Hauptstrasse 160, vid korsningen med Langenscheidtstrasse.

Hauptstrasse (tysk stavning: Hauptstraße) är en 2,4 kilometer lång huvudgata i stadsdelarna Schöneberg och Friedenau i Berlin. Gatan utgör den huvudsakliga infartsleden till Berlins centrum från de sydvästra stadsdelarna och utgör längs hela sin längd en del av Bundesstrasse 1. I nordost övergår gatan i Potsdamer Strasse och i sydväst i Rheinstrasse vid Breslauer Platz.

## Historia
Gatan konstruerades ursprungligen på 1790-talet som del av den stora landsvägen mellan Berlin och Potsdam. Under andra halvan av 1800-talet kom byn Schöneberg att växa upp till en förstad till Berlin, så att området omkring vägen bebyggdes med täta stadskvarter. Gatan fick sitt nuvarande namn omkring 1908. Schönebergs gamla rådhus låg vid gatan men ersattes senare av det nya rådhuset, och den gamla byggnaden förstördes under andra världskriget.

## Kommunikationer
Två stationer ligger vid gatan. Tunnelbanestationen Kleistpark på linje U7 ligger vid gatans norra ände. Vid Innsbrucker Platz, mellan Schöneberg och Friedenau ligger pendeltågs- och tunnelbanestationen Innsbrucker Platz på Berlins ringbana och tunnelbanelinjen U4. Gatans sträckning är en del av stomlinjerna i Berlins bussnät.

## Kända invånare

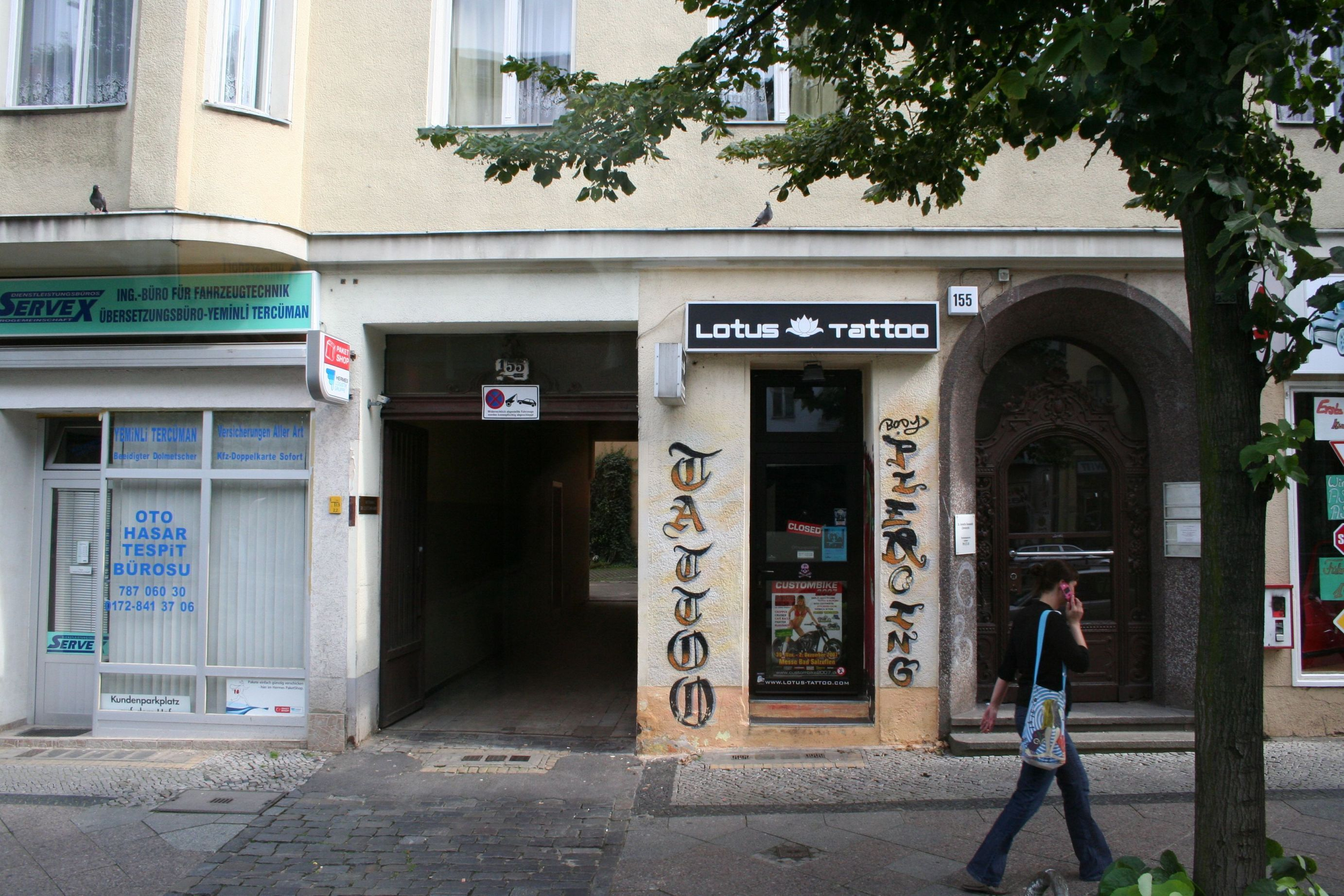
Ingången till innergården där David Bowies och Iggy Pops tidigare bostäder ligger på Hauptstrasse 155.

Den brittiske artisten David Bowie bodde på Hauptstrasse 155 under sin tid i Västberlin från 1976 till 1978, vilket sedan 2016 markeras av en minnestavla över Bowie. Iggy Pop bodde samtidigt i samma hus, först i samma lägenhet och senare i en grannlägenhet. Under en senare period i början av 2000-talet bodde även författaren Jeffrey Eugenides i huset.
Den socialistiske politikern August Bebel, en av grundarna till SPD, bodde på Hauptstrasse 97 och även tidvis på Hauptstrasse 84.
Den senare förbundspresidenten Theodor Heuss bodde under sin tid som lokalpolitiker i Schöneberg på 1920-talet i hörnhuset Fregestrasse 80/Hauptstrasse.